# I fratelli De Filippo
I fratelli De Filippo è un film del 2021 diretto da Sergio Rubini. Il film narra gli inizi della carriera dei fratelli Eduardo, Peppino e Titina De Filippo.
Presentato in concorso alla Festa del Cinema di Roma nell'ottobre del 2021, il film è stato accolto positivamente dalla critica cinematografica, ottenendo candidature ai David di Donatello, Nastri d'argento e Globi d'oro, vincendo in tutte e tre le premiazioni per la colonna sonora di Nicola Piovani.

## Trama
Napoli, inizi del XX secolo. I  fratelli De Filippo, Titina, Eduardo e Peppino crescono con la giovane madre, Luisa De Filippo. Il loro padre biologico è il grande attore e commediografo Eduardo Scarpetta, il quale, pur mantenendoli e garantendo loro la possibilità di studiare, non li riconosce mai come propri e li ritiene inferiori ai figli legittimi, in particolar modo rispetto a Vincenzo, considerato l'unico erede della sua arte. I tre hanno comunque modo di essere introdotti all'ambiente del teatro, dal quale rimangono ben presto affascinati: in particolare Eduardo dimostra presto un grande talento da attore e commediografo, osteggiato dal padre.
Alla morte di Eduardo Scarpetta, nel 1925, i tre De Filippo scoprono di non aver ricevuto nulla in eredità, e ciascuno di loro sbarca il lunario come può. Peppino affina le proprie capacità con scalcagnate compagnie locali; Titina si sposa con l'attore Pietro Carloni, dal quale ha un figlio, e con lui si esibisce in riviste di avanspettacolo e varietà; Eduardo lavora come attor giovine nella compagnia del fratellastro Vincenzo. Stanchi di non poter esprimere appieno il proprio potenziale, i tre iniziano a pensare di formare una compagnia propria, i Fratelli De Filippo; tuttavia, nonostante l'affetto fraterno, fra i tre sorgono numerose incomprensioni e rivalità: Titina, di scarsa avvenenza, viene tacciata dagli altri due di non incarnare gli ideali di bellezza femminile; Peppino mal sopporta la tendenza di Eduardo a primeggiare, cosa che lo porta spesso a sentirsi messo in ombra. Tutto ciò porta i tre ad accantonare molte volte il progetto del trio e a rimanere lungamente separati.
Affascinato dal teatro di Luigi Pirandello, Eduardo lascia la compagnia di Vincenzo per essere scritturato in una compagnia di Milano; propone a Peppino di seguirlo, ma all'ultimo momento il fratello rinuncia e prende il suo posto nella compagnia di Vincenzo Scarpetta: questo segna una grande frattura tra i due, destinata a non sanarsi mai del tutto. Mentre Eduardo è a Milano, Peppino dimostra un talento recitativo addirittura maggiore di quello del fratello; Titina, intanto, viene notata perfino da Totò. Eduardo, nel frattempo, non riesce a integrarsi nell’ambiente della borghesia milanese, e decide di tornare a Napoli; qui matura l'idea di creare un nuovo tipo di teatro lontano da quello scarpettiano, il quale, più che mettere in ridicolo la società napoletana, sia in grado di evidenziarne anche i lati romantici e tragici, in modo da indurre il pubblico a pensare e ridere al contempo.
Eduardo riesce a convincere Titina e Peppino a imbarcarsi in questa impresa, e insieme a loro scrive Sik-Sik, l'artefice magico, un atto unico che, grazie all'interessamento di Titina, viene messo in scena nell'ambito di uno spettacolo di rivista. Lo spettacolo ha una buona riuscita e si apre un periodo sereno per i tre fratelli: Peppino si fidanza con Adele, cognata di Titina, mentre Eduardo sposa frettolosamente la fascinosa americana Dorothy. Ben presto, tuttavia, Vincenzo riesce a frenare la loro carriera impedendo loro di ottenere ingaggi e fondando una propria rivista di maggior successo. I De Filippo partono allora per una tournée in Sicilia, che si rivela un'impresa disastrosa: il loro umorismo viene male accolto dal pubblico, abituato a spettacoli più comici e scollacciati. I tre sono costretti a interromperla anzitempo e a tornare a Napoli senza più un soldo in tasca.
Lungi dal darsi per vinto, Eduardo inizia a scrivere un nuovo atto unico, che diventerà poi il suo capolavoro Natale in casa Cupiello. I tre fratelli ci lavorano alacremente e riescono a ottenere un ingaggio al prestigioso Teatro Kursaal di Napoli: per l'allestimento s'indebitano con un'equivoca fattucchiera che presta loro un'ingente somma di denaro; le cambiali vengono firmate da Eduardo e Peppino, che si assumono rispettivamente la direzione artistica e l’amministrazione della compagnia. Intanto Vincenzo, consapevole del possibile successo dei fratellastri, si reca a far visita a Peppino in occasione della nascita di suo figlio Luigi, proponendogli di lasciare definitivamente Titina ed Eduardo per entrare stabilmente nella sua compagnia. Sebbene Peppino non dia una risposta definitiva, quando Eduardo lo viene a sapere, tra i due fratelli riemergono i malumori.
Il giorno di Natale del 1931 avviene il debutto della nuova commedia. Durante i preparativi tra i fratelli scoppia un litigio, in seguito al quale Peppino abbandona il teatro a pochi minuti dall'inizio dello spettacolo. Fuori dal teatro trova ad attenderlo Vincenzo Scarpetta: tentato di seguirlo, Peppino vede però la locandina dello spettacolo, sul quale campeggia la scritta i Fratelli De Filippo, fortemente voluta da Eduardo. L'uomo ricorda allora quando, da bambino, Eduardo e Titina gli avevano spiegato cosa significasse fare teatro, includendolo nelle loro rappresentazioni caserecce: commosso, fa ritorno sul palcoscenico e porta a termine la commedia. Natale in casa Cupiello riscuote un enorme successo, e sarà il punto di partenza per la leggendaria carriera dei De Filippo. I tre fratelli reciteranno insieme fino al 1944, quando si separeranno definitivamente in seguito all'ennesimo litigio tra Eduardo e Peppino; Titina si affermerà come artista e attrice nelle commedie scritte apposta per lei dal fratello; Peppino diventerà a sua volta un commediografo e intraprenderà una fruttuosa carriera nel cinema; Eduardo diventerà uno dei più influenti drammaturghi del mondo.

## Produzione
Il film, diretto da Sergio Rubini e scritto dallo stesso Rubini con Carla Cavalluzzi e Angelo Pasquini, è stato prodotto da Pepito Produzioni, RS Productions con la collaborazione di Rai Cinema e Teatro Nuovo Production.
Il film è stato girato prevalentemente a Napoli nell'ottobre 2020. Le scene teatrali sono state girate al Teatro Sannazaro di Napoli, al Teatro Garibaldi di Santa Maria Capua Vetere e al Teatro Municipale Giuseppe Verdi di Salerno.

## Distribuzione
Il film è stato presentato in anteprima il 23 ottobre 2021 alla Festa del Cinema di Roma 2021. È stato distribuito nelle sale cinematografiche italiane da 01 Distribution dal 13 al 15 dicembre 2021, per poi essere trasmesso in prima serata su Rai 1 il 30 dicembre successivo, ottenendo un ascolto di 3.944.000 spettatori, pari al 20,3% di share.

## Accoglienza
I fratelli De Filippo è stato accolto con recensioni generalmente positive dalla critica cinematografica.

## Premi e riconoscimenti
- 2022 - David di Donatello[15]
  - Miglior musicista a Nicola Piovani
  - Candidatura alla migliore attrice non protagonista a Susy Del Giudice
  - Candidatura alla migliore canzone originale a Faccio ‘a Polka
  - Candidatura al miglior costumista a Maurizio Millenotti
  - Candidatura al miglior trucco a Maurizio Nardi
  - Candidatura al miglior acconciatore per Francesco Pegoretti

- 2022 - Nastri d'argento[16]
  - Migliore colonna sonora a Nicola Piovani
  - Candidatura al miglior regista a Sergio Rubini
  - Candidatura alla migliore attrice non protagonista a Anna Ferraioli Ravel
  - Candidatura al miglior attore non protagonista a Mario Autore e Domenico Pinelli
  - Candidatura ai migliori costumi a Maurizio Millenotti

- 2022 - Ciak d'oro[17]
  - Miglior film
  - Migliore attrice a Susy Del Giudice
- 2022 - Globo d'oro[18]
  - Miglior sceneggiatura a Carla Cavalluzzi, Sergio Rubini e Angelo Pasquini
  - Miglior musica a Nicola Piovani
  - Candidatura alla miglior attrice a Anna Ferraioli Ravel